# 煙火消費保安手帳
煙火消費保安手帳（えんかしょうひほあんてちょう）とは、日本煙火協会加盟の煙火店の所属従業員として煙火消費に従事する者のうち、煙火店の請け負う煙火を安全に消費するための技能認定を受けた者へ交付される手帳をいう。これは保安教育受講の証明であり、公的な資格ではない。以下の手帳説明にある通り、「煙火の直接点火を出来る資格」の単なる証明となる。

## 取得方法
過去に安易に手帳を交付した業者があり、責任・事故の観点から見直され、現在では煙火店従業員でない限り一般的に取得することは非常に難しい。
ただし、打揚げをしたいと日本煙火協会所属の煙火店へ相談してみることで臨時手帳の取得が可能な場合がある。
いずれにしても手帳交付した日本煙火協会会員煙火店が請け負う煙火の打揚げ従事となり、重大な事故を起こした場合は手帳交付した煙火店へ、定められたペナルティーが課せられる。

## 種類
煙火消費保安手帳は5年更新の1種煙火保安手帳と10年更新の2種煙火保安手帳があり、それぞれ取扱品目として打揚、手筒、動物駆逐、雪崩制御用の使用区分が明示される。
手帳保持者は日本煙火協会が認めた地区組織が行う煙火の消費に関する保安講習を毎年受けることを義務づけられている。また、この手帳単独では煙火消費をすることはできない。
1種煙火消費保安手帳
免状取得者及び一般取扱者で保安教育講習を受講後、日本煙火協会会員の責任により申請、交付を受けることができる。1種手帳では煙火打揚げに関わる玉込め・電気点火などの補助作業を行う者を5名付けることができる。しかし、直接点火は手帳保持者により行わなければならない。
2種煙火消費保安手帳
1種手帳取得後、免状所有者は3年以上、その他の者は5年以上の経験を有する者であって、その技能を事業主が認めて推薦された者が交付を受けることができる。2種手帳では煙火打揚げに関わる玉込め・電気点火などの補助作業を行う者を10名付けることができる。しかし、直接点火は手帳保持者により行わなければならない。
臨時煙火消費保安手帳
日本煙火協会会員が保安教育講習を行い、臨時に発行する一時的な保安手帳であり日本煙火協会会員の責任により申請、交付を受けることができる。臨時手帳では煙火打揚げに関わる玉込め・電気点火などの補助作業を行う者を2名付けることができる。しかし、直接点火は手帳交付者により行わなければならない。